# Megalleucosma similis
Megalleucosma similis är en skalbaggsart som beskrevs av Franz Antoine 1989. Megalleucosma similis ingår i släktet Megalleucosma och familjen Cetoniidae. Inga underarter finns listade i Catalogue of Life.